# Магнитен усилвател
Магнитният усилвател е електромагнитно устройство за усилване на електрически сигнали. Принципът на усилване е на принципа на магнитното насищане на трансформатора от определен клас. Магнитния усилвател е изобретен в началото на 1885 г. и се използва предимно в театралното осветление. Двата проводника са свързани в противоположна фаза за отмяна на силния поток, генериран от променлив поток, в управляващите намотки. Магнитният усилвател може да се използва за преобразуване, умножаване, фазово преместване, модулиране, увеличаване, инвертиране, импулсно генериране и т.н. Той може просто да бъде наречен като един тип управляващ вентил, използващ индуктивен елемент като контролен ключ. Първият патент за магнитен усилвател е през 1903 година. През 1916 г. радио пионерът Ф. В. Андерсон се възползва от идеята като средство за контролиране на гигантските ротационни алтернатори, които използва за високомощни радиопредаватели (от 10 000 до 100 000 цикъла).

## Полумостови магнитни усилватели
Всеки път, когато захранването с постоянен ток се подава към контролната намотка, магнитният поток ще се генерира в ядрото на усилвателя. С увеличаването на този генериран магнитен поток импедансът на изходната намотка ще намалее, след това ще се увеличи токът, протичащ от захранващото напрежение през изходната намотка и натоварването. Тук той използва само половината цикъл на захранването с променлив ток; следователно се нарича верига с половин вълна.

## Мостови магнитни усилватели
Тази схема е почти подобна на Магнитни усилватели с половин вълна, но тя използва и двете половината цикли на захранване с променлив ток, следователно тя се нарича като пълна верига. Поради навиването на двете половини на изходната намотка посоката на магнитния поток, създаден от тези две половини в централната част на усилвателя, е същия като посоката на потока на управляващата намотка.
- Принципна схема
- Магнитен усилвател на Ларс Лундал